# Скала Санкта
Светата стълба (на латински: Scala Sancta; на италиански: Scala Santa) или Светите стъпала е мраморно стълбище от 28 стъпала, което се намира в църквата „Санкта Санкторум“, в Рим, в близост до катедралната папска архибазилика „Сан Джовани ин Латерано“.

## История
Съгласно древната християнска традиция по тази стълба се е изкачвал Исус Христос, за да отиде на съд пред Пилат Понтийски .
Стълбището е пренесено от Йерусалим в Рим от Света Елена – майката на император Константин Велики, през 326 г.
За пръв път Светата стълба се споменава в средата на IX век в „Книга на папите“ за понтификата на папа Сергий II.
В Средните векове стълбата се нарича и Стълбата на Пилат (на латински: Scala Pilati). След разрушаването на стария Латерански дворец през 1589 г. папа Сикст V разпорежда стълбата да бъде пренесена и монтирана на църквата „Санкта Санкторум“, където води към едноименната капела на втория етаж от сградата.
Всички 28 мраморни стъпала на стълбата са облечени в дърво, като са оставени малки процепи отстрани, през които се вижда мраморът. Изкачва се от вярващите само на колене. Стълбището е сред най-почитаните християнски светини в света. В подножието на стълбата са поставени скулптури на Алберто Джакомети „Целувката на Юда“ и „Съдът на Пилат“.

## Реставрации
През 2007 г. е извършена реставрация, като са почистени фреските на Балтазаре Кроче, украсяващи свода над стълбището.
През януари 2018 г. Светата стълба е подложена на едногодишна реставрация. Главен обект на реставрацията са фреските, покриващи стените около стълбата, а също и дървената облицовка, предпазваща мрамора. За пръв път от 50 години дървената защита на мрамора е свалена и в течение на 60 дни (до 9 юни 2019 г.) стълбата може да се види в истинския си вид. След това отново ще бъде монтирана дървена облицовка.